# Eddy Helmi Abdul Manan
Pour les articles homonymes, voir Abdul Manan.
Eddy Helmi Abdul Manan, né le 8 décembre 1979 à Pontian en Malaisie, est un footballeur international malaisien. Il évolue au poste de milieu offensif.

## Biographie

### Carrière en équipe nationale
Il participe à la Coupe d'Asie 2007 avec la Malaisie.

## Palmarès

### En club
- Johor FC :
  - Champion de Malaisie de D2 en 2001.

## Statistiques

### Buts en sélection
Le tableau suivant liste les résultats de tous les buts inscrits par Eddy Helmi avec l'équipe de Malaisie.